# Південна армійська група
Південна армійська група (рос. Южная армейская группа) — армійська група радянських військ, що діяла у складі Українського фронту за часів вторгнення в Польщу.

## Південна армійська група
| Сформована                                      | У складі          | Час існування        | Бойовий шлях битви, операції, бої | Бойовий шлях битви, операції, бої | Склад                          | Подальша доля          | Командувачі   |
| Сформована                                      | У складі          | Час існування        | Оборонні                          | Наступальні                       | Склад                          | Подальша доля          | Командувачі   |
| ----------------------------------------------- | ----------------- | -------------------- | --------------------------------- | --------------------------------- | ------------------------------ | ---------------------- | ------------- |
| шляхом перейменування Кам'янець-Подільської АГр | Український фронт | 20 — 24 вересня 1939 | Не брала участі                   | Польський похід                   | 13-й ск 25-й тк 4-й кк, 5-й кк | перетворена на 12-ту А | Тюленєв І. В. |

## Командувачі
- командарм другого рангу Тюленєв І. В. (20 — 24 вересня 1939).